# Uri Gordon
Uri Gordon (em hebraico:  אורי גורדון; nascido em 30 de agosto de 1976) é um teórico político israelense, jornalista e militante anarquista. Ele foi professor de teoria política na Universidade de Durham, na Universidade de Nottingham e na Universidade de Loughborough no Reino Unido e no Arava Institute for Environmental Studies em Ketura, Israel. Um dos vários teóricos anarquistas que amadureceram durante o movimento antiglobalização na virada do século 21, seu trabalho sobre o anarquismo contemporâneo foi amplamente citado e traduzido para 13 línguas.
Gordon trabalhou com grupos e movimentos radicais, incluindo Indymedia, Peoples 'Global Action e Anarchists Against the Wall. Ativo principalmente na Grã-Bretanha e em seu país natal, Israel, Gordon participou de protestos em encontros governamentais internacionais em toda a Europa, e participou dos protestos israelenses por justiça social em 2011. Seu primeiro livro Anarchy Alive!, foi baseado em sua pesquisa de doutorado na Universidade de Oxford. Ele publicou críticas da política prefigurativa, do nacionalismo e multiculturalismo, e editou uma coleção de escritos de ativistas em Anarchists Against the Wall. Ele também publicou vários artigos de opinião em jornais israelenses.

## Trabalhos selecionados

### Livros
- Anarchy Alive!: Anti-Authoritarian Politics from Practice to Theory. London: Pluto Press (2008). ISBN 978-0-7453-2683-2
- Anarchists Against the Wall: Direct action and solidarity with the Palestinian popular struggle. Edited with Ohal Grietzer. Oakland: AK Press (2013). ISBN 978-1-84935-114-0
- The Routledge Handbook of Radical Politics. Edited with Ruth Kinna. London: Routledge (2019). ISBN 978-1-13866-542-2

### Artigos e Capítulos
- Prefigurative Politics between Ethical Practice and Absent Promise. Political Studies 66.2, 2018. pp. 521–537
- Israel's “Tent Protests”: The Chilling Effect of Nationalism. Social Movement Studies 11.3, 2012. pp. 349–355
- Anarchism Reloaded. Journal of Political Ideologies 12.1, 2007. pp. 29–48
- Dark Tidings: Anarchist Politics in the Age of Collapse. In Contemporary Anarchist Studies, London: Routledge (2009). ISBN 978-0-4154-7402-3